# Peru na Letnich Igrzyskach Olimpijskich 1948
Peru na Letnich Igrzyskach Olimpijskich 1948 w Londynie reprezentowało 41 zawodników, którzy wystąpili w 26 konkurencjach siedmiu sportów. Był to trzeci start peruwiańskich sportowców w letnich igrzyskach olimpijskich.
Najmłodszym zawodnikiem, startującym w reprezentacji Peru na igrzyskach w 1948 roku był Máximo Reyes (19 lat i 204 dni), a najstarszym – Manuel Consiglieri (32 lata i 262 dni). Po raz pierwszy w historii reprezentant Peru zdobył medal olimpijski. Zawodnikiem, który tego dokonał, był Edwin Vásquez – złoty medalista w strzeleckiej konkurencji - pistolet dowolny - 50 metrów.

## Zdobyte medale
| Medal       | Zawodnik      | Konkurencja                  |
| strzelectwo | strzelectwo   | strzelectwo                  |
| ----------- | ------------- | ---------------------------- |
| Złoto       | Edwin Vásquez | pistolet dowolny - 50 metrów |

## Boks
Mężczyźni
- Pedro García
- Carlos Menezes
- Santiago Rivera

## Kolarstwo
Mężczyźni
- Hernán Llerena
- Pedro Mathey
- Luis Poggi

## Koszykówka
Mężczyźni
- Guillermo Ahrens
- Carlos Alegre
- David Descalso
- Virgilio Drago
- Alberto Fernández
- Arturo Ferreyros
- Eduardo Fiestas
- Rodolfo Salas
- Luis Sánchez
- Rodolfo Soracco
- Juan Vizcarra

## Lekkoatletyka
Mężczyźni
- Hernán Alzamora
- Manuel Consiglieri
- Santiago Ferrando
- Luis Ganoza
- Eduardo Julve
- Antero Mongrut
- Leonello Patiño
- Jaime Piqueras
- Máximo Reyes

## Podnoszenie ciężarów
Mężczyźni
- Guillermo Alvarado
- Carlos Bisiak
- Carlos Domínguez

## Strzelectwo
Mężczyźni
- Guillermo Baldwin
- Carlos Ijoque
- Alfredo Larrabure
- Luis Mantilla
- Eduardo Mendizabal
- Wenceslao Salgado
- Federico Tantalean
- Riccardo Valderrama
- Edwin Vásquez

## Szermierka
Mężczyźni
- Hugo Higueras
- Carlos Iturri
- Jorge Sarria